# Damer de prat
El damer de prat (Melitaea parthenoides) és una espècie de lepidòpter papilionoïdeu de la família dels nimfàlids (Nymphalidae) present als Països Catalans.

## Descripció

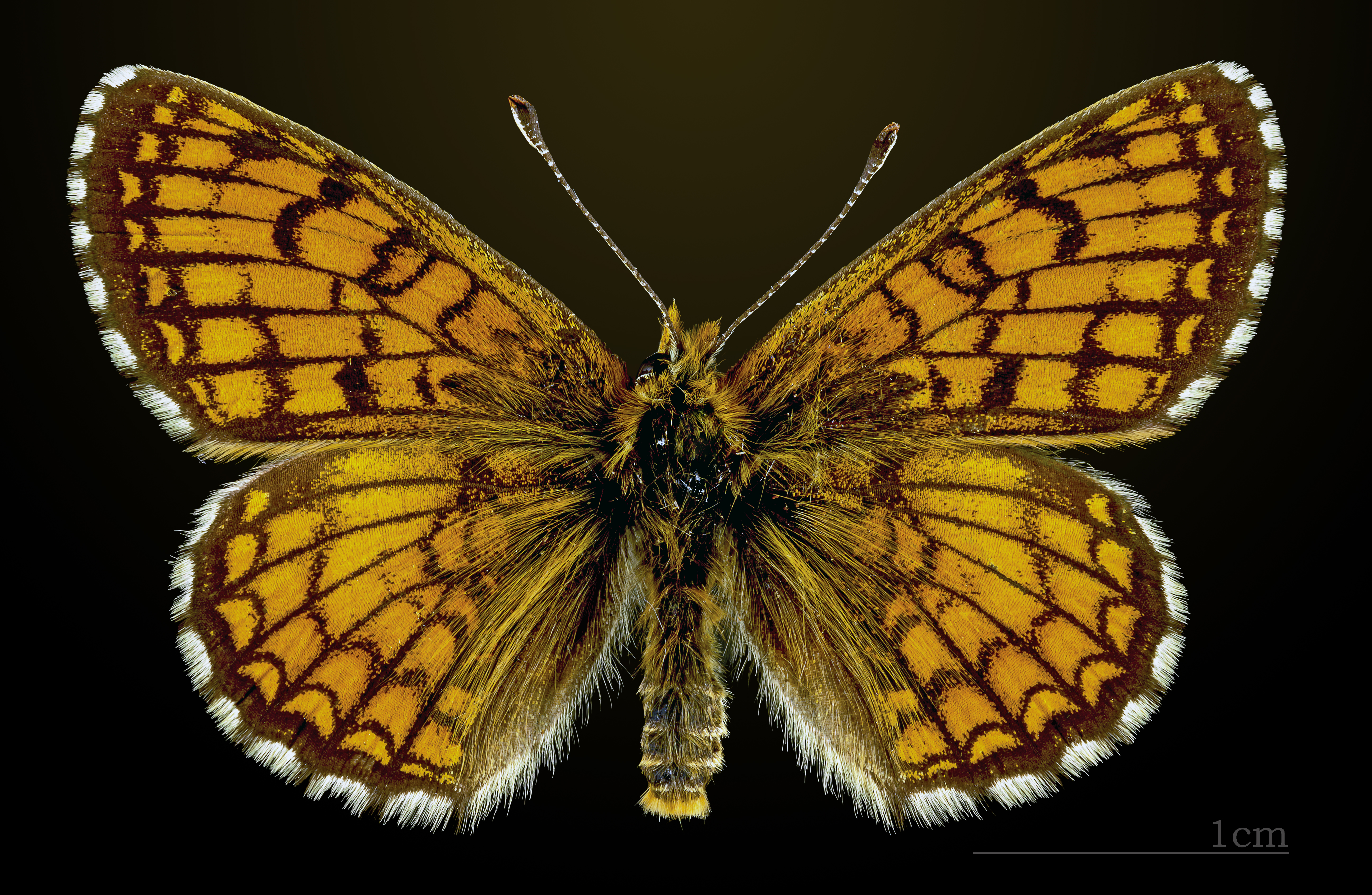
♂
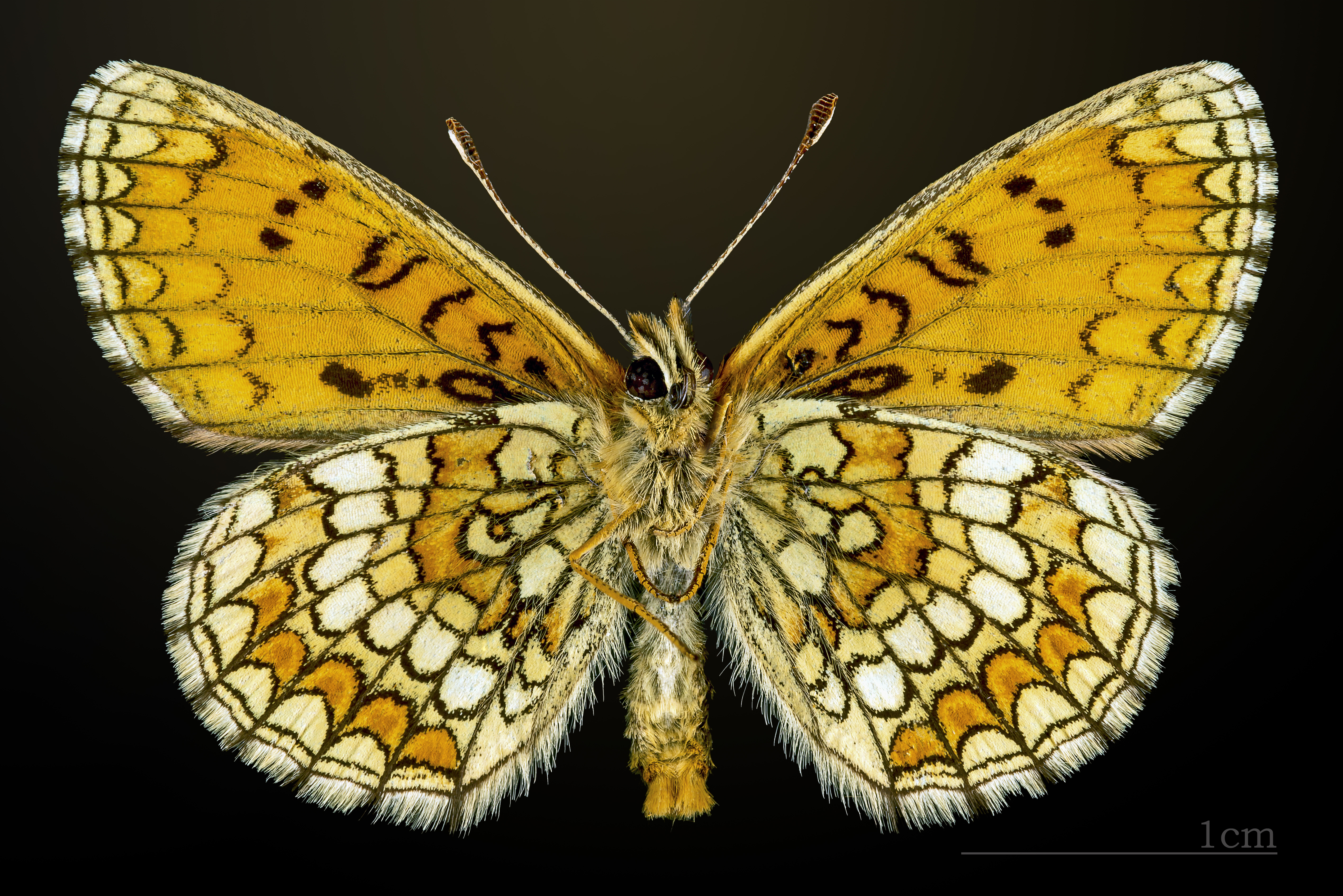
△ ♂
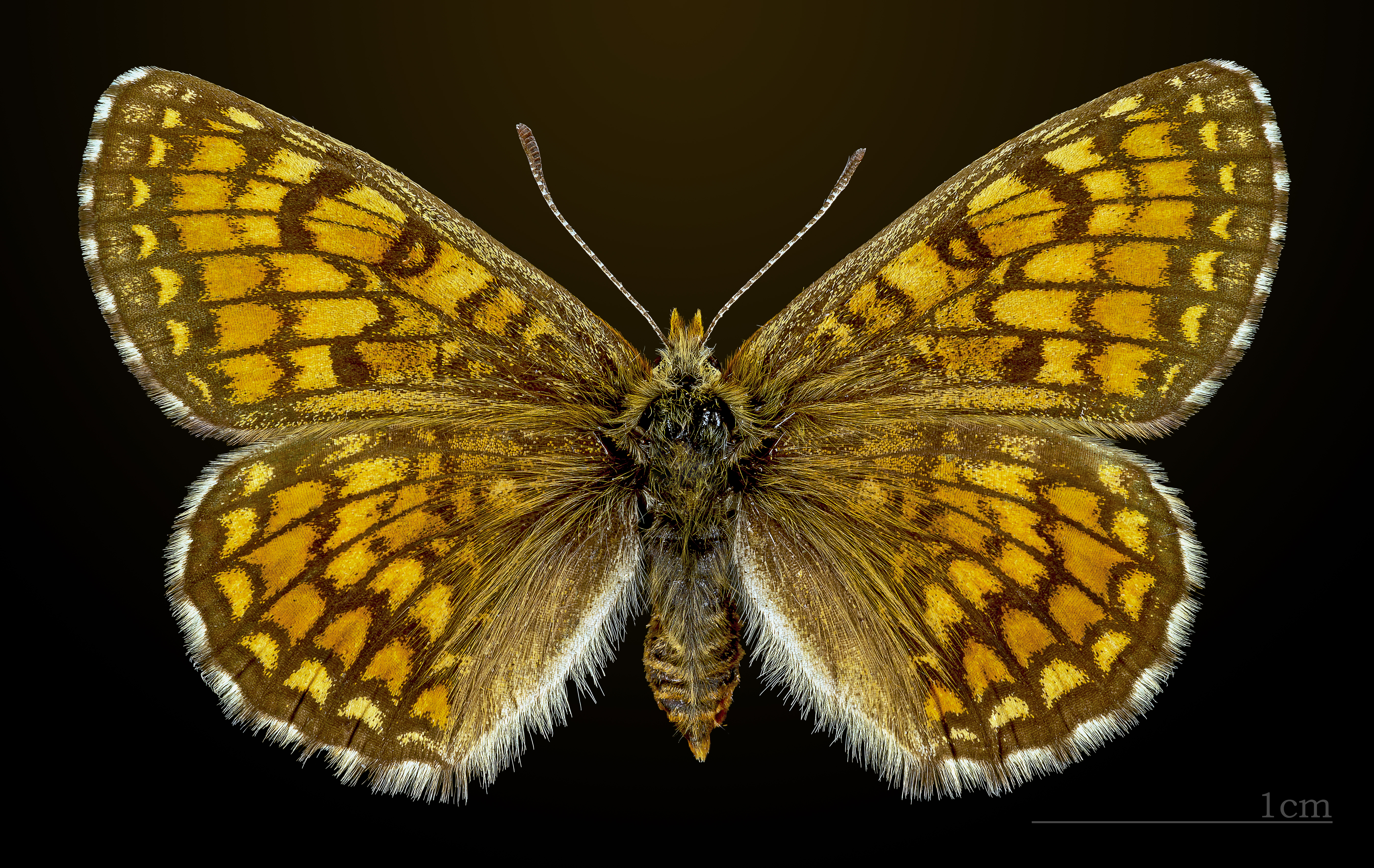
♀
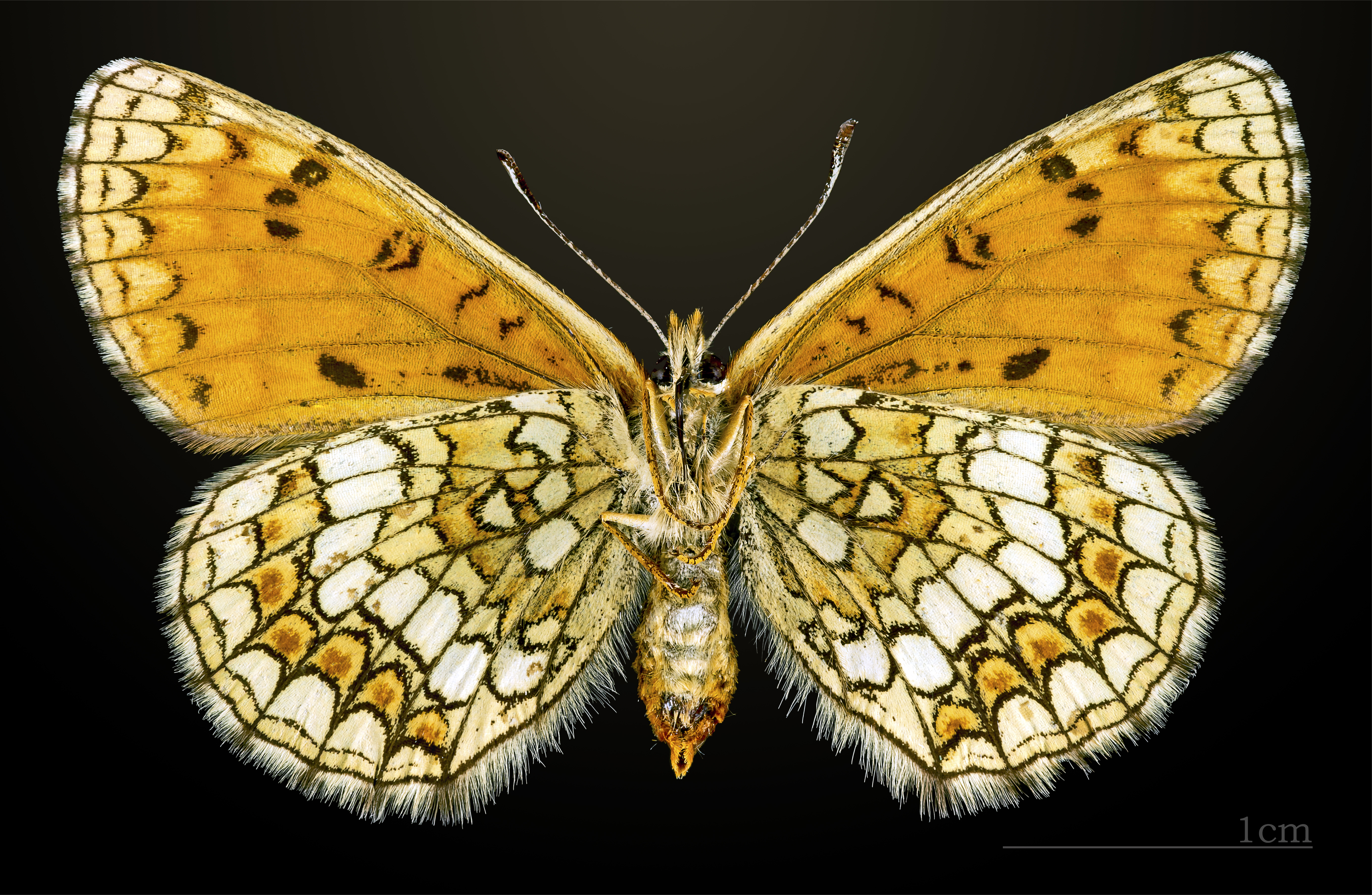
♀ △

## Distribució
Àmpliament distribuïda per la península Ibèrica i França. Molt local al sud d'Alemanya, Suïssa i nord-oest d'Itàlia. Extingida a Àustria. Es troba entre els 400 i els 2400 metres d'altitud.

## Hàbitat
Zones obertes amb flors, en llindars de boscos. L'eruga s'alimenta de Plantago lanceolata, Plantago alpina i Plantago media.

## Període de vol i hibernació
Una generació entre juny i juliol en altituds elevades i dues, maig-juny i agost-setembre, en zones més baixes. Hiberna com a eruga, en grups.